# Savoyai Mária Krisztina szárd királyi hercegnő
Savoyai Mária Krisztina (olaszul: Maria Cristina di Savoia; Cagliari, 1812. november 14. – Nápoly, 1836. január 31.), a Savoyai-házból származó szárd–piemonti királyi hercegnő, savoyai hercegnő, I. Viktor Emánuel szardíniai király és Habsburg–Estei Mária Terézia főhercegnő legifjabb leánya, aki II. Ferdinánd nápoly–szicíliai királlyal kötött házassága révén Nápoly és Szicília királynéja 1832-től haláláig. II. Ferenc nápoly–szicíliai király anyja.

## Élete

### Származása
Mária Krisztina hercegnő a szardíniai Cagliariban született. Édesapja a Savoyai-házból való I. Viktor Emánuel szárd–piemonti király (1759–1824) volt, III. Viktor Amadé szárd–piemonti király, Savoya hercege, 1726–1796) és Mária Antonietta Ferdinanda spanyol infánsnő (1729–1785) fia.
Édesanyja Habsburg–Estei Mária Terézia Johanna főhercegnő (1773–1832) volt, Ferdinánd Károly Antal osztrák főherceg és Estei Mária Beatrix modenai hercegnő leánya.
Hat gyermekükből négyen érték meg a felnőttkort, címzésük szerint szárd–piemonti királyi hercegek és hercegnők, köztük a legfiatalabb Mária Krisztina volt:
1. Savoyai Mária Beatrix szárd királyi hercegnő (1793–1840), aki a Habsburg–Este-i házból való IV. Ferenc modenai herceghez ment feleségül.
2. Mária Adelheid (1794–1795), kisgyermekként meghalt.
3. Károly Emánuel (1796–1799), Vercelli grófja, kisgyermekként meghalt.
4. Mária Terézia (1803–1879), aki a Bourbon-házból való Károly Lajoshoz, Parma és Lucca hercegéhez, az Etruriai Királyság utolsó uralkodójához ment feleségül.
5. Mária Anna Karolina Pia (1803–1884), aki Ferdinánd osztrák császárhoz, magyar és cseh királyhoz ment férjhez.
6. Mária Krisztina (1812–1836), Nápoly és Szicília királynéja.

Márias Krisztina hercegnő igen szép leány volt. Születésekor a szárd–piemonti királyi udvar Szardínia szigetére húzódott vissza, mert szárazföldi területeit, Savoyát és Piemontot a napóleoni háborúk során francia csapatok szállták meg. 1814-ben a bécsi kongresszus határozatai nyomán a királyi család visszatért székvárosába, Mária Krisztina már a torinói királyi udvarban kapott kiváló nevelést. Mélyen katolikus gondolkodásúvá vált.

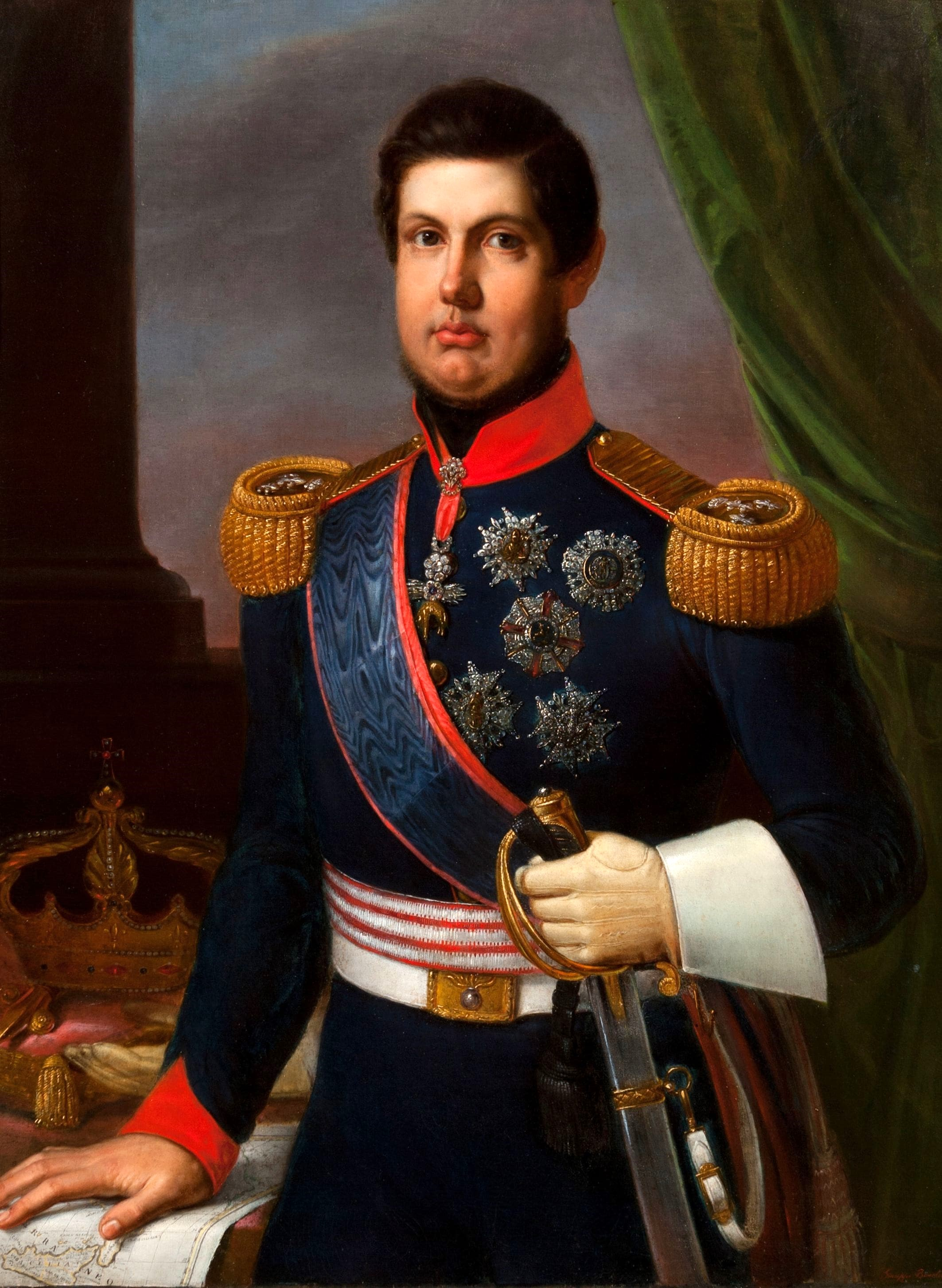
II. Ferdinánd nápoly–szicíliai király.

### Házassága
1832. november 21-én feleségül ment II. Ferdinánd nápoly–szicíliai királyhoz (1810–1859), I. Ferenc nápoly–szicíliai király (1777–1830) és Mária Izabella spanyol infánsnő (1789–1848) legidősebb fiához, I. Ferdinánd nápoly–szicíliai király és IV. Károly spanyol király unokájához.
Mária Krisztina királyné sohasem tudott beilleszkedni a nápolyi királyi udvar életébe. Férje és ő nagyon különböző vérmérsékletűek, eltérő gondolkodásúak voltak. A király életvidám, duhaj mulatozást kedvelő férfi volt, a királyné visszahúzódó, csendes, elmélkedő. Mária Krisztina gyakran betegeskedett, de szenvedéseit őszinte hívőként türelemmel és megnyugvással viselte. Alattvalói körében mély tisztelet ébredt ébredt a szerény és visszafogott viselkedésű királyné iránt. Férjével szemben is szemérmesen és távolságtartóan viselkedett, amit Ferdinánd király igen rosszul tűrt. Gyakran tett sértő megjegyzéseket feleségére, és számos házasságon kívüli viszonyt folytatott a San Carlo színház balerináival.
1836. január 16-án megszületett egyetlen gyermekük, Ferenc (Assisi) Mária Lipót királyi herceg (1836–1894), trónörökös, aki 1859-ben II. Ferenc néven Nápoly és Szicília utolsó királya lett.

### Halála
Fiának születése után 15 nappal, 1836. január 31-én a szüléstől legyengült Mária Krisztina királyné meghalt. Halála előtt meggyónt, áldozott és felvette az utolsó kenetet is. A fiatalon, mindössze 23 évesen elhunyt királyné ünnepélyes búcsúztatását február 8-án tartották. Testét másnap a nápolyi Santa Chiara bazilika kriptájában helyezték örök nyugalomra.

### A „szent királyné”
Ferenc trónörökös herceget úgy nevelték, hogy szinte kultikus áhítattal emlékezzék édesanyjára, aki életét adta, hogy világra hozhassa gyermekét. Mindig úgy beszélt anyjáról, mint „szent királynéról” („Regina Santa”).
II. Ferdinánd királyt nem sújtotta le túlságosan ifjú feleségének elvesztése. Alig egy évvel Mária Krisztina halála után, 1837. január 27-én másodszor is megnősült, Habsburg–Tescheni Mária Terézia Izabella főhercegnőt (1816–1867), Károly főhercegnek, Teschen hercegének legidősebb leányát vette feleségül. Ugyanakkor kötelességének érezte, hogy kezdeményezze, és minden erejével segítse első feleségének szentté avatását.
Csaknem másfél évtizedig tartó vizsgálat után IX. Piusz pápa 1859. július 10-én Savoyai Mária Terézia királynét tiszteletre méltó emlékűnek (venerabile) nyilvánította. (Özvegye, II. Ferdinánd ezt már nem érhette meg, mert már 1859. május 22-én meghalt). Ezután utódja, II. Ferenc király, mint „a szent asszony fia” („il figlio della santa”) igyekezett előrevinni anyjának szentté avatási ügyét. A Pápai Állam megdöntése után, 1872-ben Nápolyban január 31-ét, Mária Krisztina halálának napját ünnepi emléknappá nyilvánították. 1937. május 6-án XI. Piusz pápa méltatta az elhunyt királyné erényeit.
A Savoyai Mária Krisztina királyné boldoggá avatását vizsgáló eljárás a Vatikánban a mai napig is folyamatban van. 2013. május 2-án Ferenc pápa elismerte Mária Krisztina egyik csodatételét, ezt a várható pozitív döntés előjelének tekintik.

### Utódjának későbbi sorsa
Mária Krisztina egyetlen fia, Ferenc herceg még trónörökös korában, 1859. február 3-án feleségül vette Mária Zsófia bajor hercegnőt (1841–1925), Erzsébet királyné húgát, majd május 22-én elhunyt apjának örökébe lépett, II. Ferenc néven. 1860-ban II. Viktor Emánuel és Garibaldi bevonuló csapatai megdöntötték a Nápoly–Szicíliai Királyságot, a királyi család a pápai államba menekült. Első és egyetlen gyermekük, Mária Krisztina Pia nápoly–szicíliai királyi hercegnő 1869. december 24-én Rómában született. Savoyai Mária Krisztina királyné egyetlen unokája, aki elhunyt nagyanyja után kapta keresztneveit, 1870. március 28-án meghalt. 1870. szeptember 20-án az olasz csapatok Rómát is elfoglalták, az utolsó nápoly–szicíliai király ismét száműzetésbe ment. A dél-tiroli Arcóban hunyt el 1894-ben, utód hátrahagyása nélkül.

## Külső hivatkozások
- A boldog emlékezetű Savoyai Mária Krisztina a http://www.santiebeati.it/index.html honlapon.
- Mária Krisztina hercegnő családi, életrajzi adatai.